# Jama (Équateur)
Pour les articles homonymes, voir Jama.
Jama est une ville située en Équateur, dans la province de Manabí. Elle est le chef-lieu du canton de Jama.
La population de la ville était de 4 719 habitants au recensement de 2001.